# Hindu naptár
A Hindu naptár, amit ősi időkben használtak, mára jelentős változtatásokon ment keresztül, és szerepel a mai indiai nemzeti naptárban, és egyéb régiók naptáraiban is.
A Hindu naptárban ugyanúgy 12 hónap van, mint a Gergely-naptárban.

## A holdhónapok
A holdhónapokat teleholdtól újholdig, vagy újholdtól teleholdig számítják. Az év holdhónapjainak elnevezéseit az határozza meg, hogy a holdhónap alatt melyik állatövi jegybe lép a Nap. Ez a kombinált Nap-Hold naptár további anomáliákhoz vezet, hogy a harmincnapos holdhónap alatt a Nap nem lép át másik állatövi jegybe. Ilyenkor a két egymást követő holdhónap ugyanazt a nevet viseli. 1983-ban ennek az ellenkezője fordult elő, egy holdhónap során két állatövi jegybe is belépett a Nap. Ilyenkor a hónap az első állatjegyről kapja a nevét, a második jegyhez tartozó hónap elmarad.
| Nyugati    | hindí              | jegy     |
| ---------- | ------------------ | -------- |
| márc-ápr.  | csait              | kos      |
| ápr-máj.   | vaiszákh, baiszákh | bika     |
| máj-jún.   | dzséth             | ikrek    |
| jún-júl.   | ásárh, ászárh      | rák      |
| júl-aug.   | szávan             | oroszlán |
| aug-szept. | bhádó              | szűz     |
| szept-okt. | ásvin              | mérleg   |
| okt-nov.   | kárttik            | skorpió  |
| nov-dec    | agahan, márgsírs   | nyilas   |
| dec-jan.   | pausz, púsz        | bak      |
| jan-feb.   | mágh               | vízöntő  |
| feb-márc.  | phálgun            | halak    |

## A holdhónap napjai
A holdhónapok két félhónapból állnak (szanszkritul: paksa, hindíül: paks), és minden félhónap tizenöt holdnapból áll. A holdnapokat 1-től 14-ig számozzák, a tizenötödik az újhold, illetve a telehold. A fogyó hold időszakát hindíül krisnapaksának nevezik (sötét félhónap), a növekvő holdét pedig suklapaksának nevezik (világos félhónap).
A holdnapok hosszát a Hold-Nap szögtávolságának egyenletes felosztásával számítják ki, ezért a különböző hosszúságúak is lehetnek.
A táblázat a holdhónap napjainak nevét adja meg szanszkritul, és annak az istenségnek a nevét, melynek célszerű imádkozni a holdnapokon. A "választott istenség" azt jelenti, hogy nincs megkötve melyikhez célszerűbb imádkozni, de a legtöbb hindunak van egy kiválasztott istensége, melyet böjttel tisztelnek meg az adott holdnapon.
|           | Szanszkrit          | Istenség            |
| --------- | ------------------- | ------------------- |
| holdtölte | purnimá, purnamászi | választott istenség |
| 1         | prathamé, pratipadá |                     |
| 2         | dvitíja             |                     |
| 3         | tritíja             |                     |
| 4         | csaturthí           | Ganésa              |
| 5         | pancsamí            | Déví                |
| 6         | sasthí              | Szkanda             |
| 7         | szaptamí            |                     |
| 8         | astamí              | Krisna              |
| 9         | navamí              | Ráma                |
| 10        | dasamí              |                     |
| 11        | ékádasí             | Visnu               |
| 12        | dvádasí             | Visnu               |
| 13        | trajódasí           | Siva                |
| 14        | csaturdasí          | Siva, Ganésa        |

## A hét napjai
A táblázat azt mutatja meg, hogy mi a nap magyar nyelvű megfelelője, mi hindí nyelven, a bolygót ( az európai rendszerekhez hasonlóan a hindu naptárban is a napoknak volt egy bolygó megfelelője) és az istenségeket, akikhez célszerű imádkozni az adott napokon.
| Magyar    | Hindí                  | Bolygó     | Istenség                 |
| --------- | ---------------------- | ---------- | ------------------------ |
| Hétfő     | Szómvár                | Hold       | Siva                     |
| Kedd      | Mangalvár              | Mars       | Ganésa, Párvatí, Hanumán |
| Szerda    | Budhvár                | Merkúr     | Krisna                   |
| Csütörtök | Guruvár/Brihaszpativár | Jupiter    | tanítómester             |
| Péntek    | Sukravár               | Vénusz     | Laksmí                   |
| Szombat   | Sanivár                | Szaturnusz | Hanumán                  |
| Vasárnap  | Ravivár                | Nap        | Szúrja                   |